# Кубок Андорры по футболу 1998
Кубок Андорры 1998 (кат. Copa d'Andorra 1998) — третий розыгрыш Кубка Андорры по футболу. Победителем турнира стал «Принсипат», выигравший в финале клуб «Санта-Колома» со счётом (4:3).

## Финал
| 1998      | \| Принсипат \| (4:3) \| Санта-Колома \| | неизвестно   |
| Принсипат | (4:3)                                    | Санта-Колома |

| Победитель Кубка Андорры 1998 |
| ----------------------------- |
| Принсипат Третий титул        |